# Abbots Bromley Horn Dance

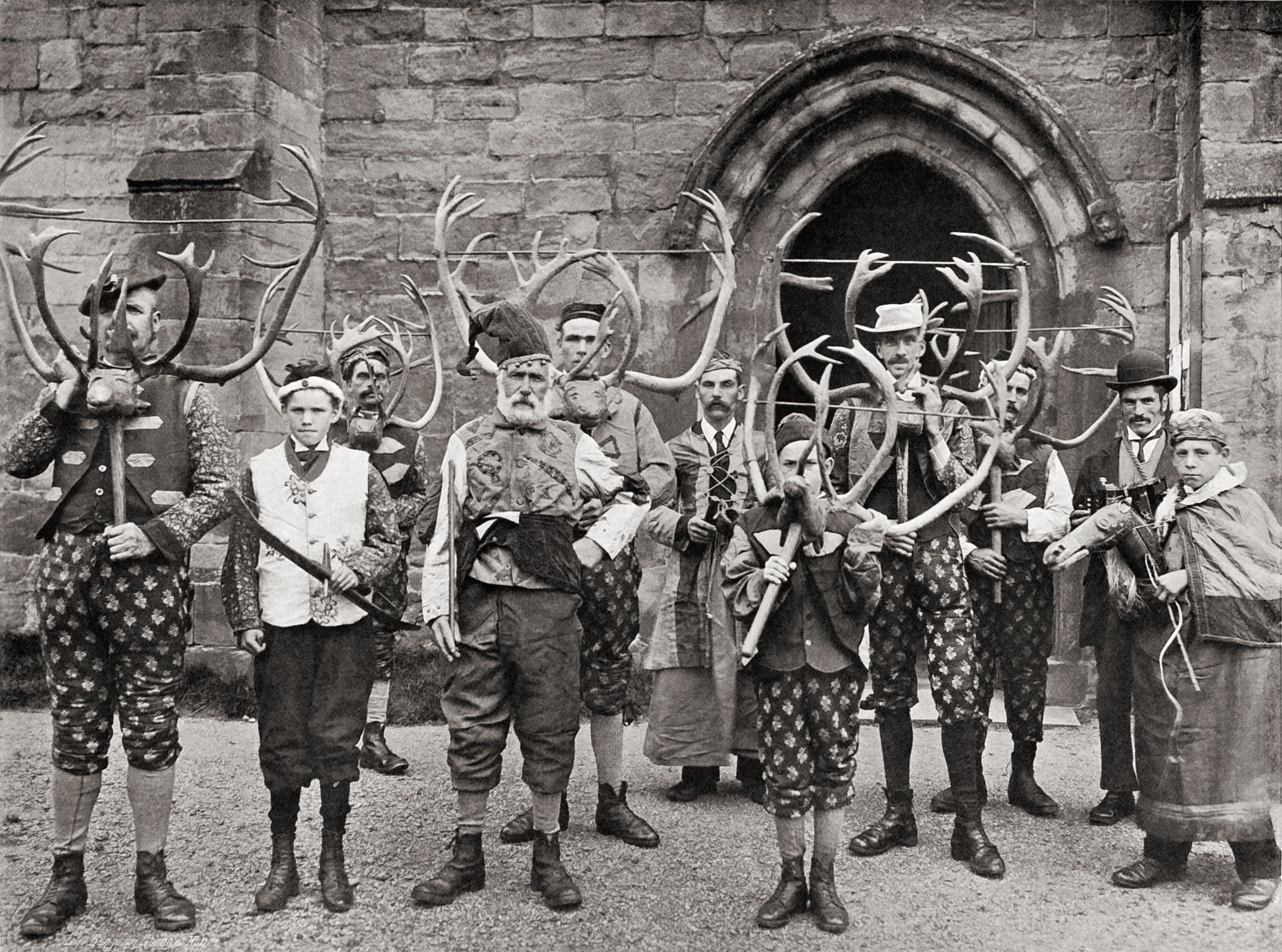
1899. Photo de John Benjamin Stone

L'Abbots Bromley Horn Dance est une danse du cerf traditionnelle anglaise qui remonte au Moyen Âge. La danse a lieu chaque année à Abbots Bromley, un village du Staffordshire. La version moderne de la danse met en scène des bois de rennes, un hobby horse (en), Belle Marianne et un fou.

## Histoire

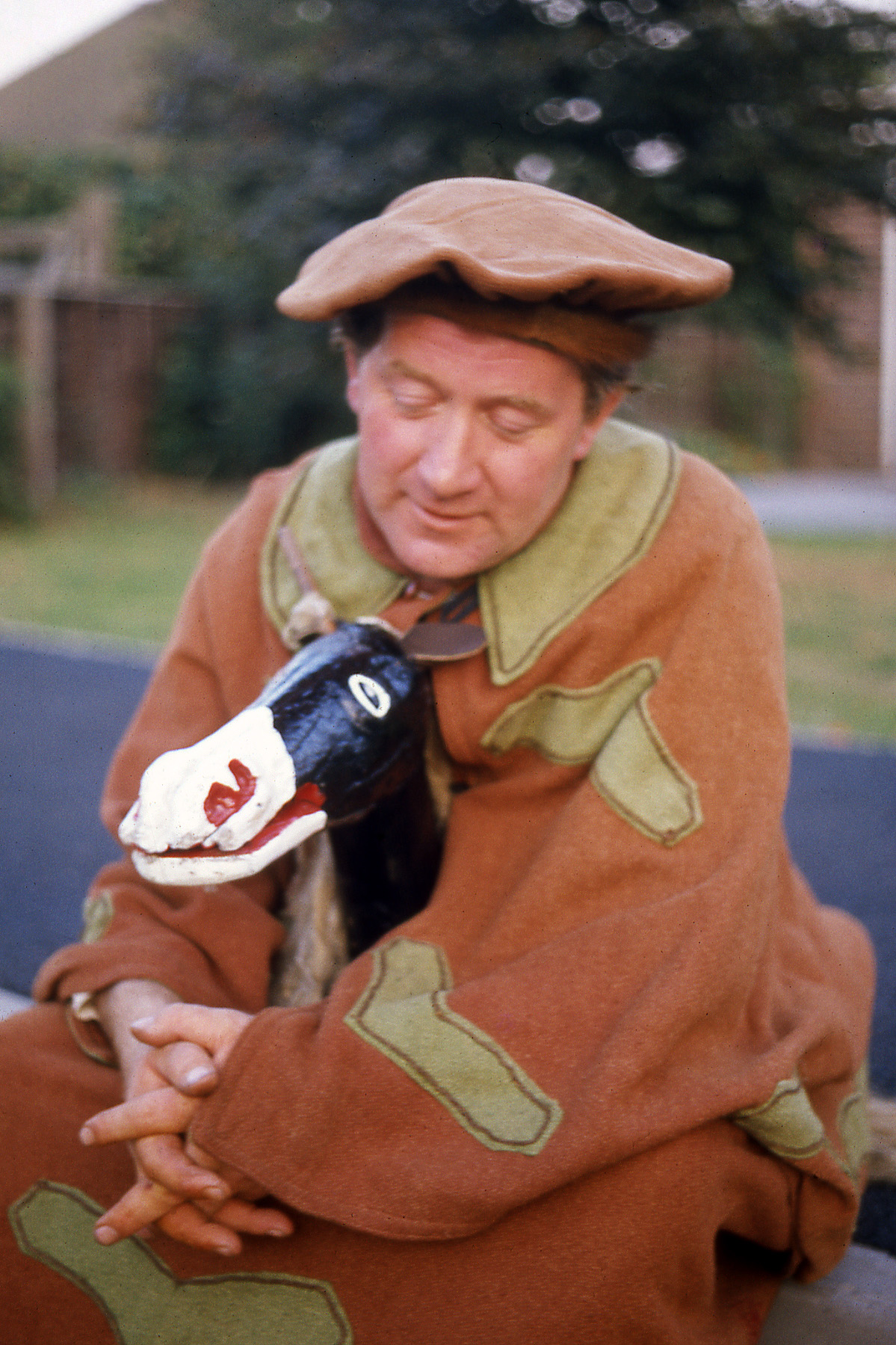
L'original Hobby horse, qui a depuis été remplacé. Photo des années 1970

Il n'existe aucune référence à la danse des cornes avant l'ouvrage de Robert Plot, Natural History of Staffordshire, écrit en 1686. Cependant, il existe une trace de l'utilisation du hobby horse (en) à Abbots Bromley dès 1532, et il est possible que la danse des cornes existait à cette époque, mais n'a pas été commentée par l'écrivain. 
Une analyse au carbone a permis de découvrir que les bois de cerf utilisés dans la danse datent du XIe siècle
Selon certains, l'utilisation de bois de cerf suggère une origine anglo-saxonne, tout comme d'autres traditions qui ont survécu jusqu'à l'époque moderne sous diverses formes. On a spéculé, par exemple, que la danse avait son origine dans la période païenne et était liée à la dynastie régnante de Mercie, basée à une vingtaine de kilomètres de là, à Tamworth, qui possédait de vastes terrains de chasse dans la forêt de Needwood (en) et dans Cannock Chase, aux alentours d'Abbots Bromley. Selon cette théorie, le forestier royal aurait organisé des rituels magiques pour assurer une prise abondante chaque année, une tradition qui aurait survécu à l'époque chrétienne et qui aurait progressivement été considérée comme une affirmation des droits de chasse des villageois. Même lorsque les terres furent concédées à l'abbaye de Burton en 1004, un forestier fut employé. Au XVIe siècle, lorsque l'abbaye a été dissoute, il s'agissait d'un poste héréditaire avec le titre de "Forestier de Bentylee" (Bentylee étant la zone boisée de la paroisse). Depuis lors et jusqu'au XIXe siècle, le bal est resté la prérogative traditionnelle de la famille Bentley, avant de passer à la famille Fowell en 1914. Les Fowell continuent de le gérer à ce jour.
Certains folkloristes doutent de l'ancienneté de l'origine de cette danse. Ils soulignent que si les bois de rennes datent du XIe siècle, les rennes avaient disparu depuis longtemps d'Angleterre et du Pays de Galles (et probablement d'Écosse), et rien ne prouve qu'il restait des troupeaux de rennes domestiques à cette époque. Par conséquent, et c'est encore plus déroutant, les bois ont dû être importés de Scandinavie à un moment donné entre le XIe et le XVIIe siècle. Cette analyse peut donner du poids à la théorie selon laquelle la coutume a commencé par un cheval de loisir et que la danse des cornes a été ajoutée plus tard, ce qui explique pourquoi les sources du XVIe siècle ne mentionnent que le premier élément.

## L'événement
La danse de la corne attire un grand nombre de visiteurs dans le village. En plus de la danse proprement dite, le Wakes week (en) est l'occasion d'une foire sur le green du village, de danses Morris et de nombreuses autres attractions. Le droit de tenir cette foire a été accordé au village en 1221.

## Date et déroulement
La danse des cors a lieu le lundi de la Wakes week (en), après le dimanche, qui est le premier dimanche après le 4 septembre. Violet Alford, éminente étudiante en folklore et en danse folklorique, a écrit en 1940 que la danse avait auparavant lieu le douzième jour, pendant la première semaine de janvier. Selon Robert Plot, elle a également été exécutée le jour de Noël et le jour de l'an, en plus du lundi de la Wakes Week, bien que lors de sa renaissance en 1660, elle ait été confinée à ce dernier.
La danse commence à 8 h par un service de bénédiction dans l'église St Nicholas, où sont logées les bois. La danse commence sur le green du village, puis sort du village - mais pas de la paroisse - pour se rendre à Blithfield Hall, propriété de la famille Bagot.
Les danseurs reviennent au village en début d'après-midi, et font le tour des pubs et des maisons. Enfin, vers 20 heures, les bois sont ramenés à l'église et la journée se termine par un service de complies.

## Les danseurs
Il y a 12 danseurs. Six d'entre eux portent les bois et sont accompagnés d'un musicien jouant de l'accordéon (autrefois un violon), de la Belle Marianne (un homme en robe), du Hobby horse (en), du Fou (ou Bouffon), d'un jeune avec un arc et une flèche, et d'un autre jeune avec un triangle. Traditionnellement, les danseurs sont tous des hommes, bien que, ces dernières années, on ait vu des femmes porter le triangle et l'arc et la flèche.
Jusqu'à la fin du XIXe siècle, les danseurs étaient tous membres de la famille Bentley. Au début du XXe siècle, la danse est passée à la famille Fowell, qui a continué jusqu'à aujourd'hui, bien qu'aucun d'entre eux ne vive plus dans le village ; beaucoup vivent dans les villes voisines. Ils sont connus pour permettre aux visiteurs de "danser" s'ils le demandent poliment, et invitent souvent des musiciens et d'autres personnes à participer si nécessaire.

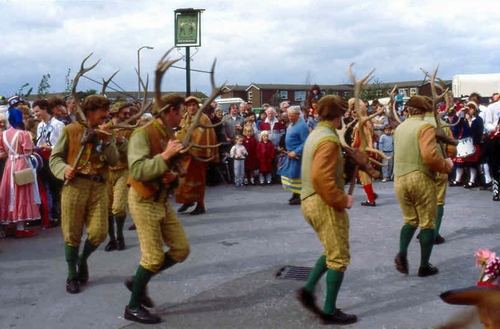
1985
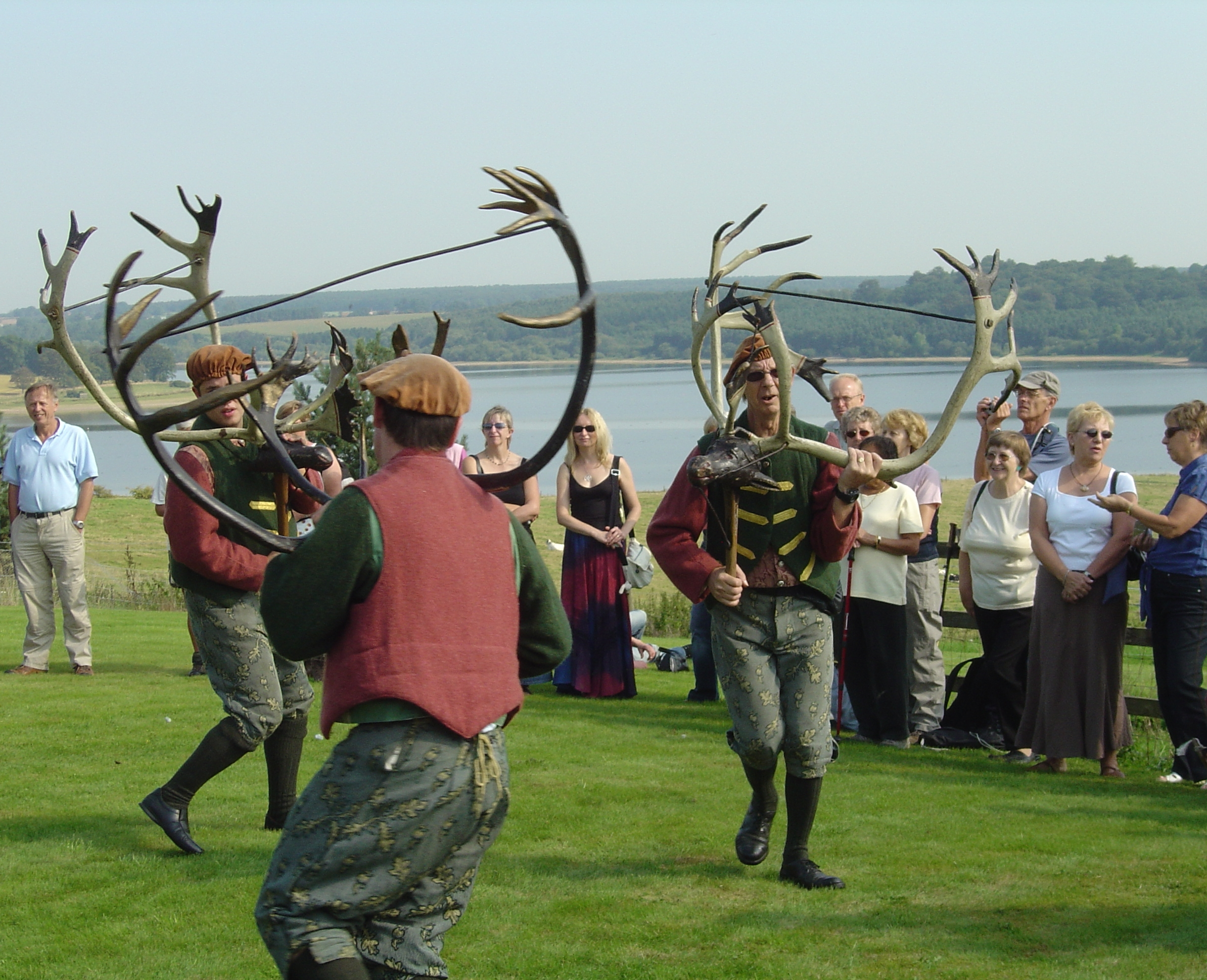
2006
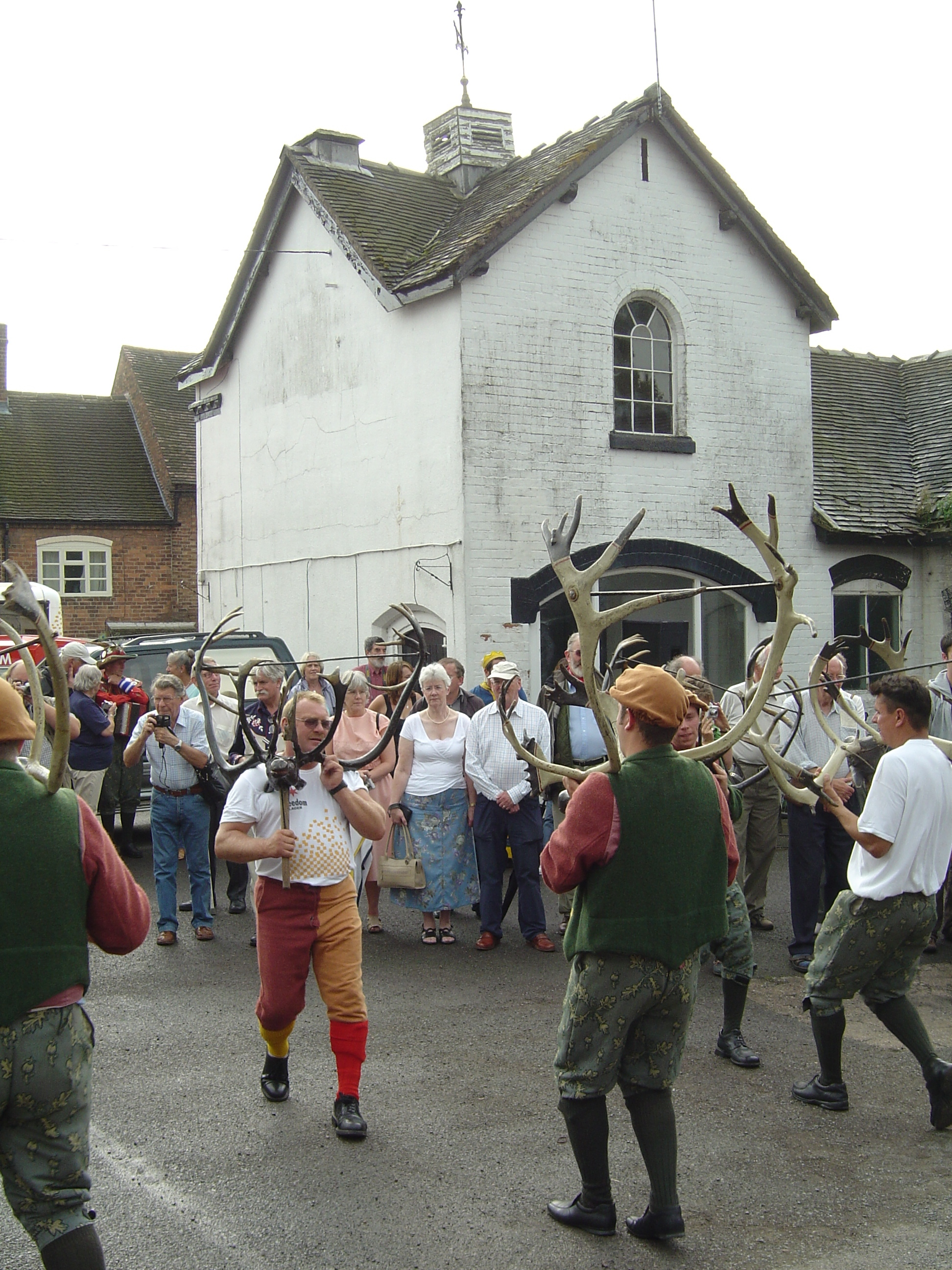
2006
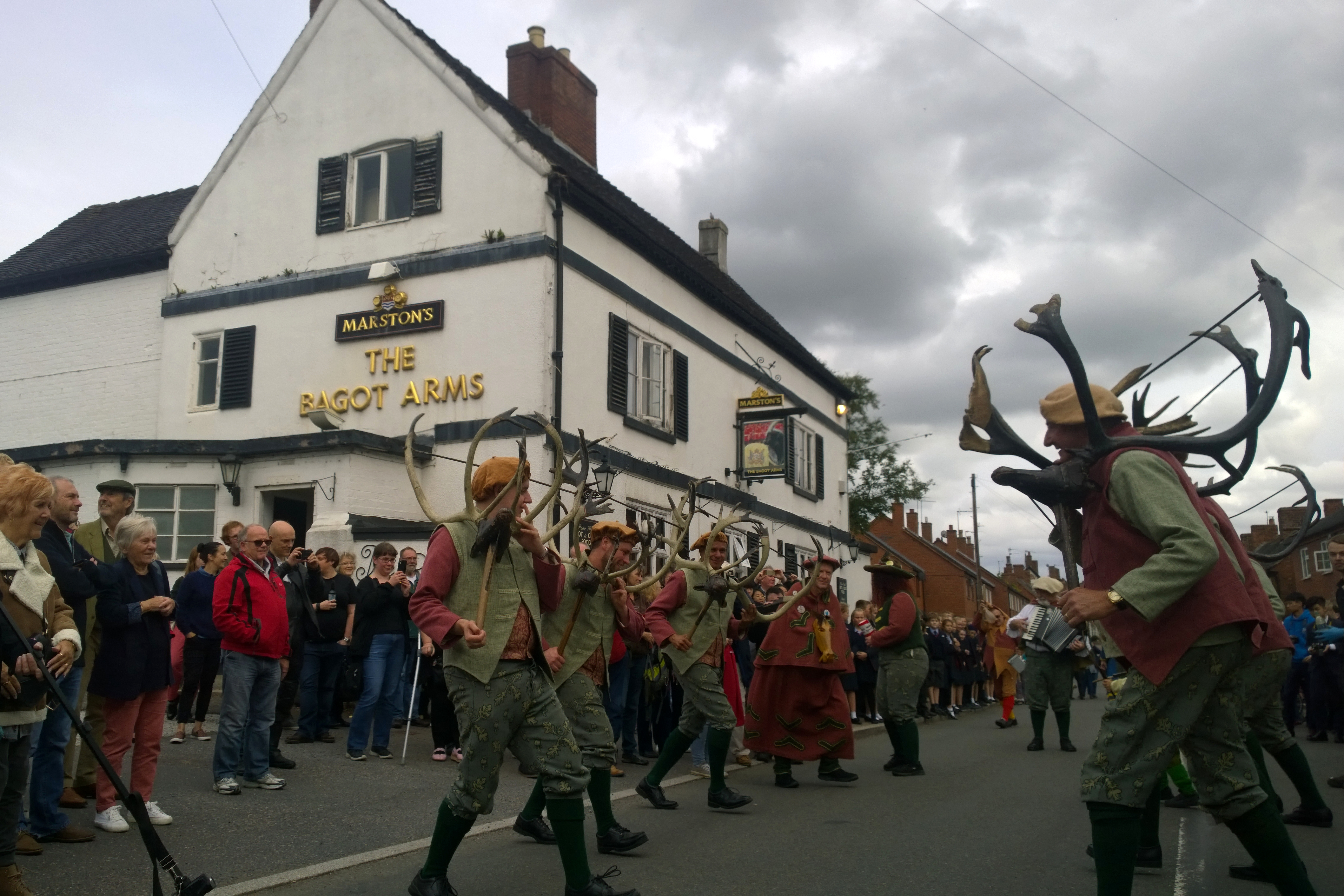
2018

## Les bois
Les bois sont six ensembles de bois de rennes, trois blancs et trois noirs. En 1976, un petit éclat a été daté par radiocarbone aux environs de 1065. Comme il n'y avait vraisemblablement pas de rennes en Angleterre au XIe siècle, les bois ont dû être importés de Scandinavie, mais il est tout aussi mystérieux de savoir pourquoi et par qui cela a été fait. Si les bois ont été importés, cela doit être proche de la date de leur chute de croissance. Il est donc tout aussi probable que des rennes aient survécu quelque part en Angleterre à cette époque.
Les six jeux de "cornes" étaient autrefois conservés dans la tour de l'église St Nicholas. Au cours des "dernières années" (années 1920-1930), des supports spéciaux ont été prévus pour eux dans la chapelle Hurst de l'église où ils ont été montés sur des têtes en bois sculptées par des artisans du village. 
La plus lourde des cornes pèse 16 kilos et l'une des cornes a 36 pointes.
Les bois sont montés sur de petites têtes sculptées dans le bois. 
Depuis 1981, les bois sont légalement la propriété du conseil paroissial d'Abbots Bromley. Pendant 364 jours par an, ils sont exposés dans l'église St Nicholas. Ils étaient autrefois conservées dans la salle des fêtes, qui est maintenant l'auberge Goat's Head, à côté de la Buttercross (en). Un autre ensemble de bois (cerf rouge) est conservé pour être utilisé lorsque les danseurs sont invités, comme c'est souvent le cas, à se produire en dehors des limites de la paroisse.

## La danse
La danse elle-même est simple, car les bois eux-mêmes ont un certain poids et sont grands et volumineux.
Comme l'a décrit Cecil Sharp en 1911, la danse comporte dix figures : six danseurs portant les cornes, la Belle Marianne, le hobby horse, le garçon avec un arc et des flèches, et le fou. Il décrit la danse circulaire comme étant exécutée avec les participants en une seule ligne ; cependant, elle est actuellement exécutée avec les danseurs en double colonne.

## Musique
Cecil Sharp donne deux versions de la musique. Dans sa description écrite de la danse en 1911, Sharp dit qu'il l'a vue être exécutée sur Yankee Doodle et une autre mélodie simple en sol majeur en 4/4. Cependant, dans sa préface à la partition (datée de 1912), Sharp dit avoir reçu une version d'un M. J. Buckley qui avait noté la musique en 1857 ou 1858 à partir du "violon de William (ou Henry) Robinson, un charron d'Abbots Broughton", qui était célèbre à l'époque comme étant le seul homme capable de jouer l'air de la danse.

## Liens
- Notice dans un dictionnaire ou une encyclopédie généraliste :   - Britannica